# ナンブヒキガエル
ナンブヒキガエル（南部蟇蛙、Bufo terrestris）は、ヒキガエル科ヒキガエル属に分類されるカエル。要注意外来生物。

## 分布
アメリカ合衆国（ヴァージニア州南東部、サウスカロライナ州、ノースカロライナ州、フロリダ州、ミシシッピ州、ルイジアナ州）

## 形態
体長10cm。体色は褐色だが、黒や赤の個体もおり変異が大きい。背面には不規則な暗色の斑紋が入る。皮膚は疣状の突起で覆われる。
眼の間に1対の骨質の隆起がある。

## 生態
草原や森林、農耕地、民家近く、都市部等幅広い環境に生息する。陸棲で繁殖期以外に積極的に水場に近づくことはない。種小名terrestrisは、「大地の、地上の」の意。夜行性で、昼間は石や倒木の下等で休む。
食性は動物食で、昆虫類や節足動物、甲殻類、陸棲の貝類、ミミズ等を食べる。素早く舌をのばして獲物を捕らえ飲みこむ。
繁殖形態は卵生で、3-10月に池沼の水草や石の下等に長いひも状の寒天質に包まれた卵を産む。

## 人間との関係
分布域では民家近くや都市部で見かけることもある普通種である。夜間になると灯火に飛来、来集する昆虫、小動物を捕食しようと大量に出没することもあるため、生息地では人間に身近なカエルだと思われる。
ペットとして飼育されることもあり、日本にも輸入されていた。しかし2005年に外来生物法によりヒキガエル属が数種を除いて未判定外来生物に指定され、ヒキガエル属のほとんどの種の輸入が停止した。本種自体は流通量が多く輸入例が確実ということで要注意外来生物には指定されたため流通、飼育に法規制はない。2007年頃は輸入は停止していたが、2015年現在は流通が再開されており、おもに幼体〜亜成体が少なからずペットとして販売されている。